# Limburgsche Tramweg-Maatschappij

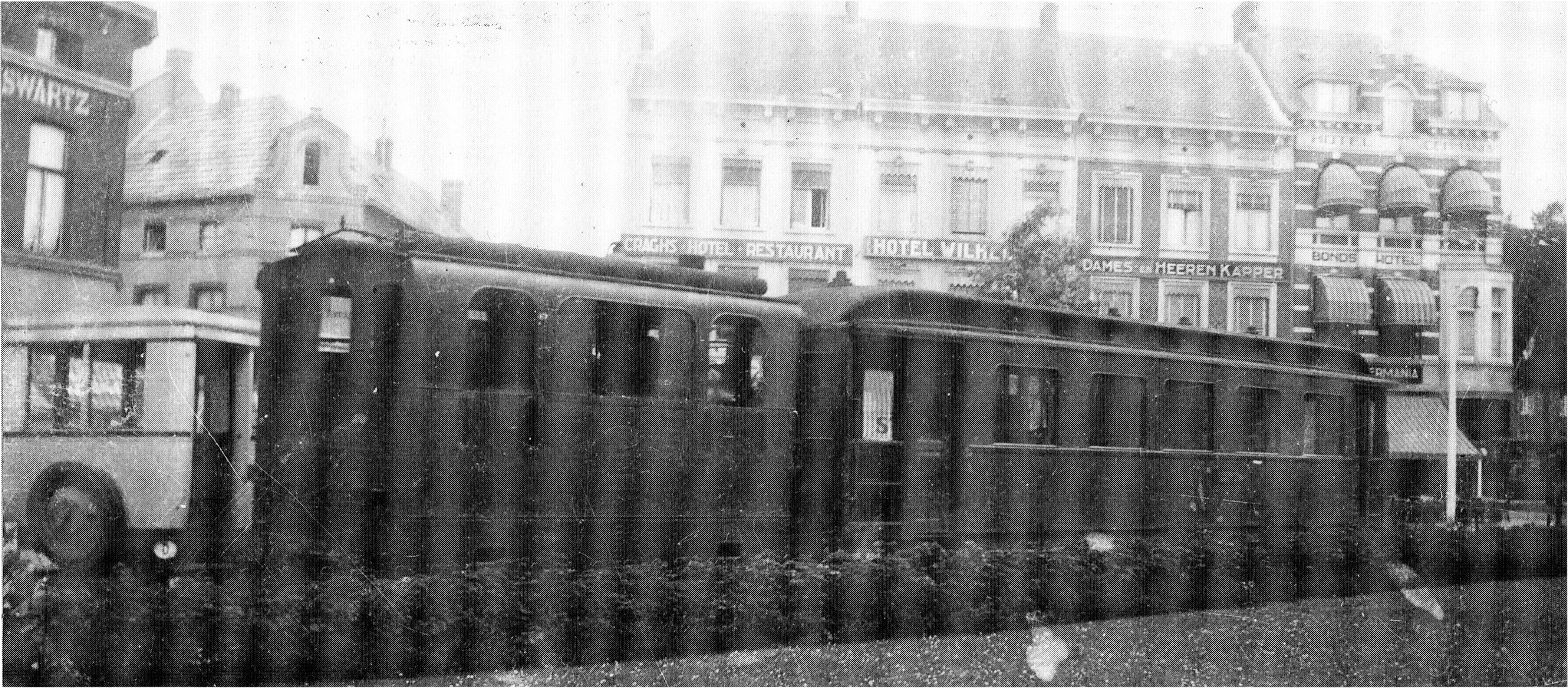
Smalsporige LTM-tram op het plein bij station Roermond; 1933.

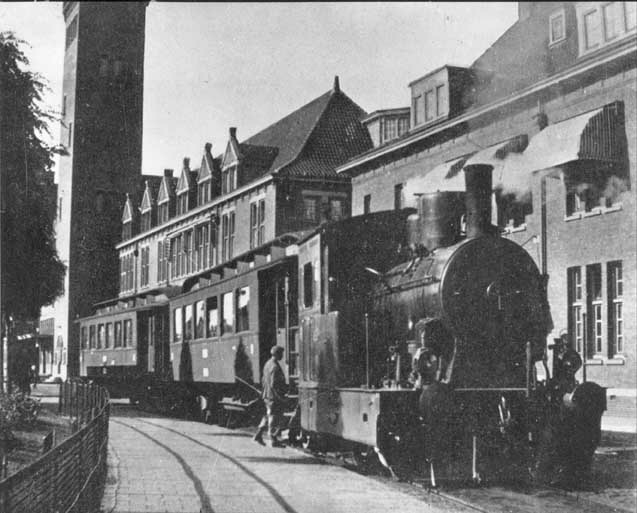
Normaalsporige stoomlocomotief serie LTM 21-35 met twee tramrijtuigen voor het station Maastricht; 1935.

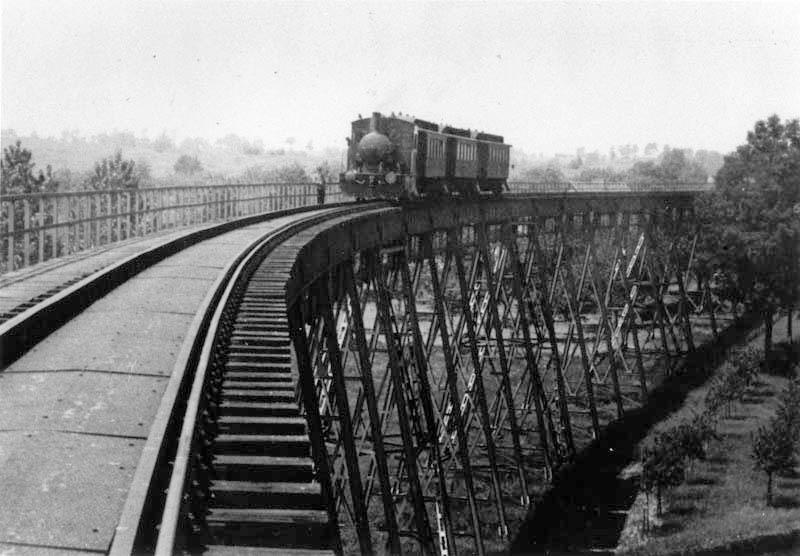
Het Gulpdalviaduct; 1938

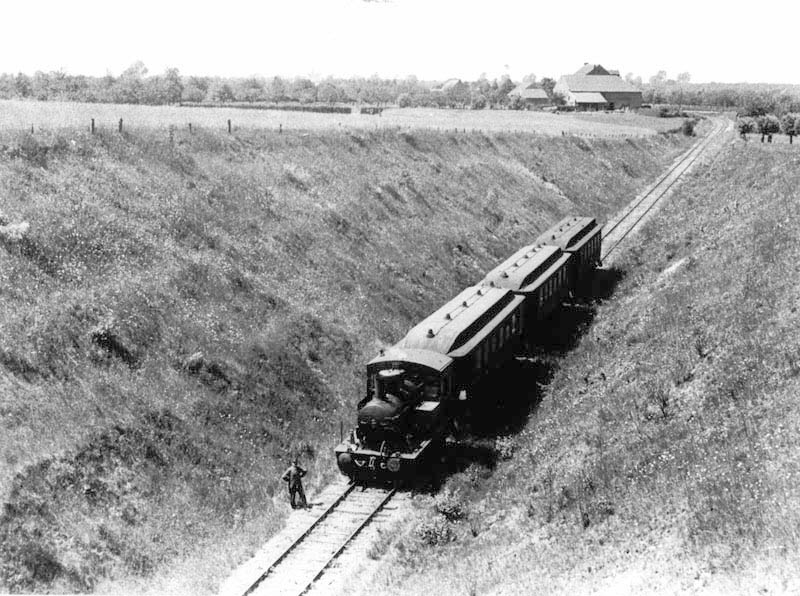
Stoomtramlijn Maastricht – Vaals nabij de forellenkwekerij in Gulpen; 1938.

De Limburgsche Tramweg-Maatschappij (LTM), opgericht op 15 februari 1921 te Roermond en na de Tweede Wereldoorlog gevestigd in Heerlen, was tot 1978 de naam van een Limburgs openbaarvervoerbedrijf.

## Geschiedenis
Het bedrijf exploiteerde oorspronkelijk in Midden-Limburg en later alleen in Zuid-Limburg stoom- en elektrische tramlijnen, waarvan de lijn tussen Maastricht en Vaals, gezien de geografische ligging van Limburg, beschouwd mocht worden als bergspoorlijn. Het vooroorlogse net omvatte lijnen in Midden- en Zuid-Limburg.
In het oprichtingsjaar 1921 heeft de LTM op aandringen van de minister van Waterstaat onderhandeld over de overname van de concessie van de tramlijn Venlo - Tegelen - Steyl, maar dit liep op niets uit omdat de concessiehouders te hoge eisen stelden.
In Midden-Limburg werden de tramlijnen met Roermond als middelpunt in 1932-1937 als gevolg van de hoge exploitatiekosten opgeheven, en werd er gebruikgemaakt van bussen. Op 13 april 1932 kreeg de LTM toestemming van het ministerie om de trams te vervangen door bussen. De bussen waren van het type Citroën C6G en boden plaats aan 23 personen.
In 1942-1950 werden de lijnen in Midden-Limburg overgedragen aan NAO en VADAH. Het net in Zuid-Limburg, het gebied begrensd door de hoekpunten Sittard, Maastricht, Vaals en Heerlen, werd gevormd door de overname diverse busdiensten in de periode 1933-1954 (naast interlokale lijnen werd ook het net in en om Heerlen gevormd). In 1954 startte de LTM te Heerlen met een stadsdienst naar de wijken Welten, Molenberg en Meezenbroek.
In 1922-1925 werd tussen Vaals en Maastricht, via Gulpen, een normaalsporige stoomtramlijn aangelegd die met een hoog viaduct over het Gulpdal werd geleid. Als gevolg van de geografische ligging, midden in het heuvelland, en het geringe aantal passagiers dat van de tram gebruik maakte, besloot de LTM deze lijn in 1938 op te heffen en de dienst per bus voort te zetten. Intussen verzorgde de LTM in de rest van de provincie tramdiensten tussen Heerlen, Sittard, Brunssum en Kerkrade. De spil in deze tramdiensten was de elektrische tram tussen Heerlen en Sittard, die via de Akerstraat in Hoensbroek langs de Staatsmijn Emma reed. Ook ging er een tram via Amstenrade – Oirsbeek – Doenrade – Windraak naar het station van Sittard. Deze laatste lijn werd op 31 juli 1949 opgeheven.
Na de Tweede Wereldoorlog kwamen de kosten om de tramlijn te exploiteren onder druk te staan. Dit werd onder meer veroorzaakt door de hoge onderhoudskosten van het trammaterieel dat toch al te lijden had van het intensieve gebruik in het bergachtig gebied. In 1949-1950 werden daarom dan ook de elektrische tramlijnen vanuit Heerlen naar Sittard, Brunssum en Kerkrade vervangen door bussen. Dit betekende het einde van de tramdiensten in Limburg. Een groot deel van het elektrische materieel werd aangekocht door de Haagse Tramweg Maatschappij en heeft tot halverwege de jaren zestig dienstgedaan op de buitenlijnen rond Den Haag.

## Busbedrijf

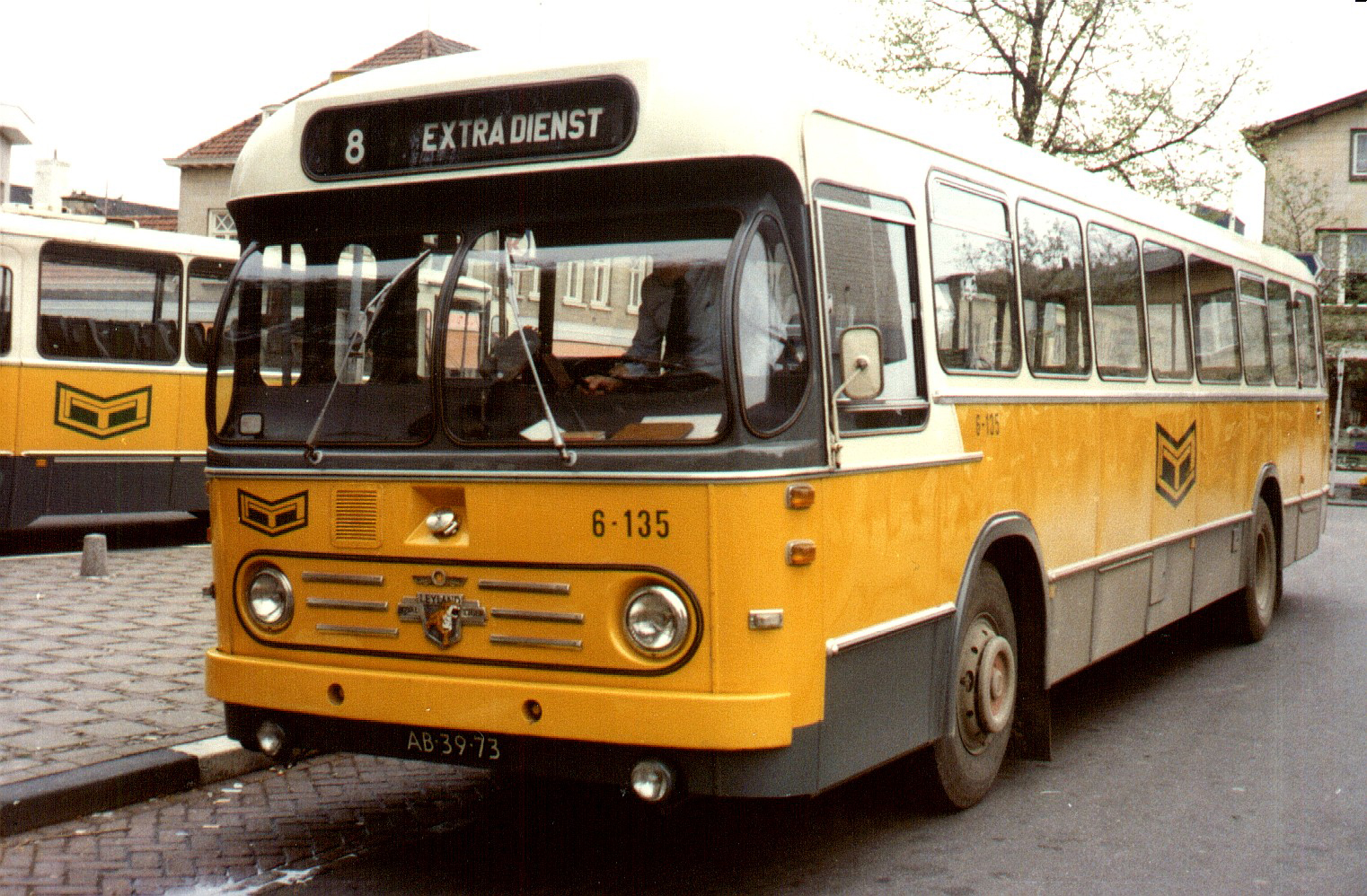
Een Leyland-Den Oudsten Bolramer-streekbus van de LTM in de jaren zeventig.

Ondertussen werkte de LTM verder aan de uitbouw van haar buslijnen. Bij de verdeling van Nederland in streekvervoergebieden werd Midden-Limburg toegewezen aan de particuliere busbedrijven NAO te Roermond en VADAH te Echt, zodat de LTM zich concentreerde op Zuid-Limburg. De hoofdvestiging werd verplaatst van Roermond naar Heerlen. Bij een financiële herschikking in 1949 werden de aandelen verdeeld over de rijksoverheid (40%), de provincie Limburg en een aantal gemeenten (40%) en de Nederlandse Spoorwegen (20%). Deze laatste bepaalde al eerder de bedrijfsvoering, waardoor de LTM in feite functioneerde als een der NS-dochterondernemingen, die op dat moment ongeveer de helft van het interlokale busvervoer in Nederland exploiteerden. Reeds in 1951 nam het bedrijf de LAD (Limburgsche Autobusdienst) over, die tussen Maastricht en Heerlen een busdienst onderhield en al sinds 1941 in NS-handen was. Diverse particuliere busondernemers bleven op trajectvergunningen actief in het LTM-vervoergebied.
Verder werd tussen 1949 en 1951 een aanvang gemaakt met de exploitatie van busdiensten naar Duitsland, waaronder de buslijn van Heerlen naar Aken, die door de LTM samen met het Akense openbaarvervoerbedrijf ASEAG vanaf 1951 als lijn 44 werd geëxploiteerd. Daarnaast werden ook busdiensten geëxploiteerd van Aken naar Maastricht via Vaals en Gulpen. Door de Nederlandse annexatie van Duits grondgebied na de Tweede Wereldoorlog kreeg Nederland de Selfkant erbij, die in 1949 een busverbinding kreeg tussen Brunssum en Sittard via Süsterseel en Wehr. Nadat het gebied in 1963 was teruggegeven aan Duitsland werd de route via Doenrade verlegd.
In de periode dat de LTM in Limburg het openbaar vervoer verzorgde, werden meerdere bedrijven overgenomen die slechts één lijn exploiteerden. De eerste was busbedrijf Snackers in 1933. Desondanks vormde het openbaar vervoer in Limburg een grote lappendeken, waarin vele particuliere vervoerders hun eigen dienstregeling uitvoerden; alleen al van en naar Heerlen reden vijf verschillende vervoerbedrijven. Deze diensten sloten niet op elkaar aan. Daarom wilde de provincie ze samenvoegen tot één verenigd streekvervoerbedrijf. Vanaf 1974 werkte LTM nauw samen met IAO, Meussen, Mulder en De Valk. Ze stemden hun diensten op elkaar af en publiceerden een gezamenlijk busboekje. In 1978 fuseerde LTM met NAO en EBAD (kort daarvoor overgenomen door NAO) tot Verenigd Streekvervoer Limburg (VSL). Tussen 1980 en 1986 nam VSL vervolgens de laatste particuliere bedrijven, CAO, IAO, Meussen, Mulder en De Valk over.
De aandelen VSL werden in 1989 eigendom van holdingmaatschappij VSN, die het overgrote deel van het Nederlandse streekvervoer in handen kreeg. In 1995 fuseerde VSL met Zuidooster in Hermes waarmee voor het eerst het gehele streekvervoer in Limburg bij één bedrijf werd ondergebracht. Doordat de aanbesteding van het vervoergebied Heuvelland toegekend werd aan het Amerikaanse bedrijf Vancom kwam hieraan al na zes maanden een einde. Vanaf 10 december 2006 werd het gehele openbaar vervoer (inclusief het stadsvervoer van Maastricht) ondergebracht bij Veolia Transport Nederland. Sinds 11 december 2016 is het openbaar vervoer en het stadsvervoer van Maastricht in handen van Arriva.

## Trivia
- Veel mijnwerkers gingen met de LTM-tram (en later -bus) naar hun werk bij de Staatsmijnen en de Oranje Nassaumijn in Heerlen. Daarom noemden veel mijnwerkers hun geliefde vervoerbedrijf dan ook "Lieveling Tot Morgen".
- Nadat op 12 februari 1921 de tramverbinding van Deurne via Meijel naar Roermond feestelijk was geopend bleef de tram tussen Deurne en Meijel grotendeels leeg vanwege gebrek aan passagiers. In Deurne raakte de LTM daarom al snel bekend als "Leeg Tot Meijel".
- De voormalige LTM remisegebouwen aan de Venloseweg in Roermond werden tijdens de Tweede Wereldoorlog, in 1941, in gebruik genomen door het Rotterdamse bedrijf Heynen & Molenaar. Vanwege een tekort aan tabak werkten zij hier samen met Jean Baptist Steuns van de Ernst Casimir Sigarenfabriek om Surbin (surrogaat binnengoed), een tabaksvervanger gemaakt van hopafval, te produceren. Dit hopafval, afkomstig van Nederlandse en later ook Belgische brouwerijen, werd verwerkt tot tabakssurrogaat. In 1943 moest de fabriek door opgelopen oorlogsschade noodgedwongen stilgelegd worden.[2]
- Op de plek in Heerlen waar ooit de remise van de LTM stond ligt een woonwijk, met als belangrijkste straat de LTM-weg.

## Museummaterieel
Normaalsporige stoomtram
- Stoomlocomotief 26, Hanomag, bouwjaar 1922 (bedrijfsvaardig) bij de Museumstoomtram Hoorn - Medemblik
- Tramrijtuigen 1502 en 1504, Beijnes, bouwjaar 1922 (niet bedrijfsvaardig) bij de Museumstoomtram Hoorn - Medemblik

Elektrische tram
- Motorwagen 610, Beijnes, bouwjaar 1931 (niet bedrijfsvaardig) bij de Zuid-Limburgse Stoomtrein Maatschappij
- Post-/bagagewagen 2802, HAWA, bouwjaar 1923 (niet bedrijfsvaardig) bij de Tramweg-Stichting

Autobus
- Streekbus 5730, AEC/Roset, bouwjaar 1960 (niet bedrijfsvaardig) bij de Stichting Veteraan Autobussen
- Bolramer-streekbus 6-132, Leyland-Den Oudsten, bouwjaar 1966 (in geconserveerde opslag) bij de Stichting Limburgse Tramweg Maatschappij.
- Bolramer-streekbus 6-137, Leyland-Den Oudsten, bouwjaar 1966 (in restauratie) bij de Stichting Limburgse Tramweg Maatschappij

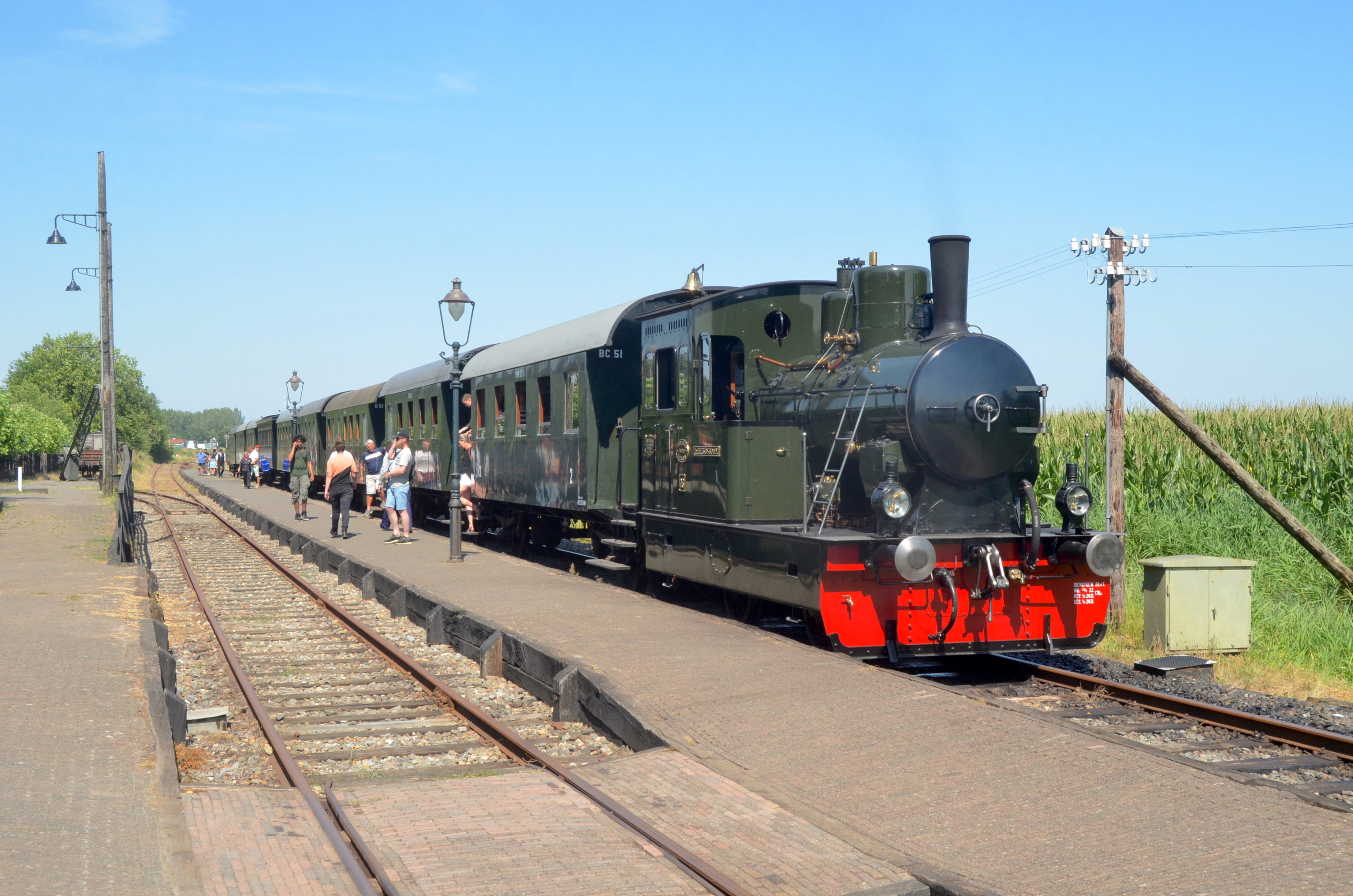
LTM-stoomtramlocomotief 26 bij de Stoomtram Hoorn-Medemblik te Wognum-Nibbixwoud; 14 augustus 2022.
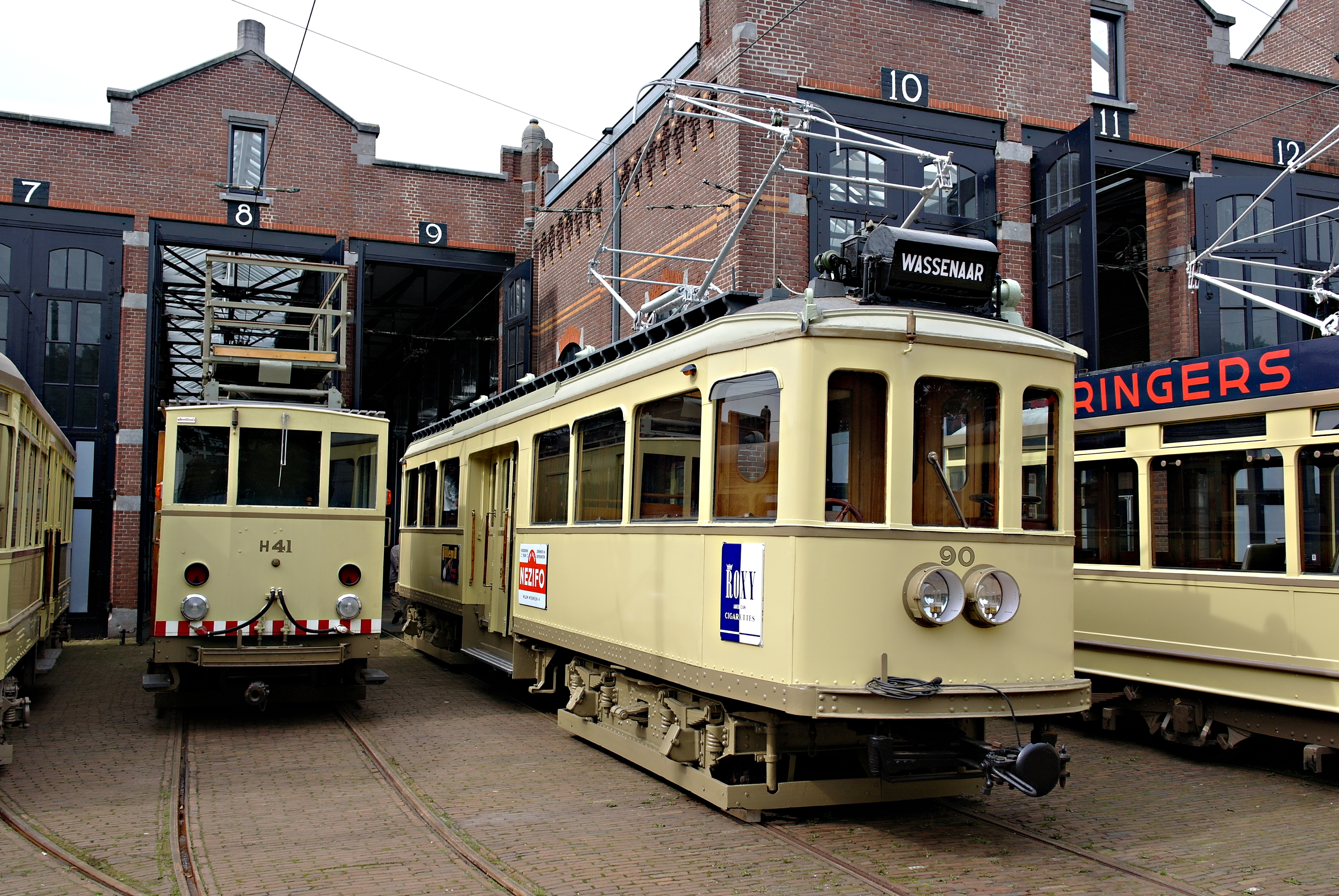
Elektrische trammotorwagen LTM (2)610 in de kleuren van de Haagse tram als Limburger HTM 90.